# Paul Schad-Rossa

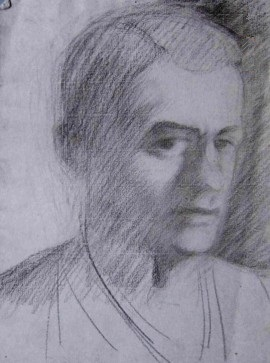
Selbstporträt, um 1907, Kohle, 37 × 27,5 cm, Privatsammlung

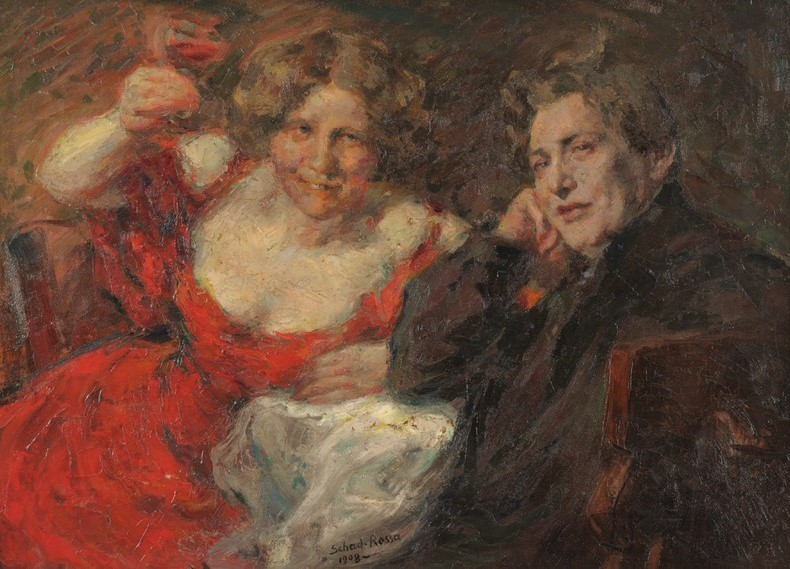
Bildnis Ferruccio Busonis und seiner Gemahlin (1908)

Paul Schad-Rossa (* 1. Januar 1862 in Nürnberg; † 1. November 1916 in Berlin-Steglitz) war ein deutscher Kunstmaler, Kopist und Bildhauer.

## Leben und Werk
Paul Schad-Rossa ist der Künstlername von Georg Paul Schad, Sohn eines protestantischen Postoberkondukteurs. Seine künstlerische Ausbildung begann an der heimatlichen Kunstschule in Nürnberg, an der er zunächst Bildhauerei studierte.
Im Jahre 1882 bestand er die Aufnahmeprüfung an die Akademie der Bildenden Künste München, die zu dieser Zeit noch im alten Neureuther-Bau untergebracht war. Hier belegte er die Naturklasse der Malerei bei Ludwig von Löfftz und Franz Defregger. Nebenbei war Schad-Rossa als Kopist alter Meister tätig. Einer seiner Auftraggeber war Karl I. der König von Rumänien.
Im Jahre 1888 verließ der Schad-Rossa die Akademie und betrieb in München eine Malschule. Einer seiner bekanntesten Schüler war der spätere Kunstmaler Hermann Knottnerus-Meyer. Durch ihn wurde Schad-Rossa auch mit dem Künstlerkreis um Hermann Löns bekannt. So kam es im November 1902 zu einer Ausstellung im Kunstsalon Hannover. Der Dichter verfasste über den Maler einen Aufsatz in sehr persönlichem Duktus: „Das war der Schad, von dem mein Freund (sc. Hermann Knottnerus-Meyer) mir erzählt hatte, der stille Künstler, der mit zitterndem Herzen der Natur nachgeht auf ihren Wegen, um ihr ihre Schaffensgeheimnisse abzulauschen, der starke Mann, der den Willen und das Können hat, in seinen Werken eine eigene Welt zum Leben zu bringen, eine Welt ganz anders als die lebendige Welt, aber ebenso wahr wie diese, ebenso lebendig.“
Schad-Rossa fasste sein künstlerisches Programm im Satz: „Kunst ist der Gegensatz zur Natur.“ zusammen. Dennoch galt seine zentrale Arbeit vorwiegend der Freilichtmalerei, und im Grunde blieb er sein Leben lang den pleinairistischen Tendenzen treu.
Seinen Malstil hingegen änderte er, als es ihm richtig – und wohl auch nützlich – erschien, sich den neuen Tendenzen der Münchner Secession anzupassen, die mit der alten, historistisch orientierten Maltradition brach und sich nach 1892 an der dortigen Akademie durchzusetzen begann.

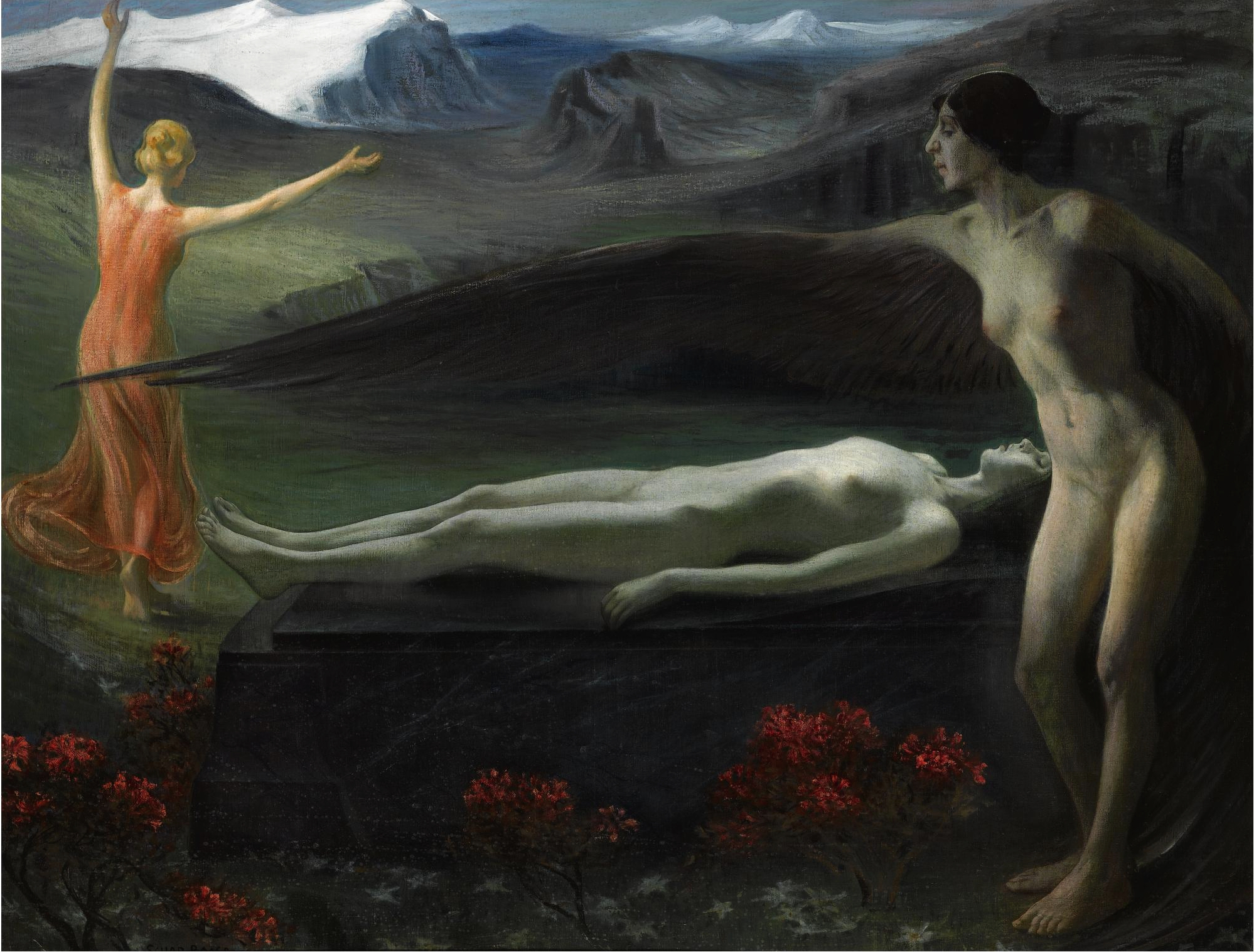
Todessymphonie, um 1902/3, Öl auf Leinwand, 93 × 120 cm, Privatbesitz

Die Neuorientierung von Paul Schad-Rossa zog weite Kreise. Ab 1900 bemühte sich der Archäologe Wilhelm Gurlitt als neuer Präsident des Steiermärkischen Kunstvereins, im traditionsverhafteten Graz der Jahrhundertwende moderne Bestrebungen durchzusetzen, und „man brachte nicht nur in den Ausstellungen Werke der radikalen ‚Sezessionisten’ …, man berief auch den extremen Neuerer Paul Schad-Rossa aus München und unterstützte seine Bestrebungen mit allen Mitteln.“
Ab September 1900 wirkte Paul Schad-Rossa in Graz und setzte wesentliche Impulse in der Modernen Kunst in der Steiermark. Zunächst gründete er eine Kunstschule. Bereits im November 1900 wurde die erste Ausstellung eigener Bilder und Proben seiner Eleven eröffnet. Zugleich wurde 1901 die Zeitschrift Grazer Kunst herausgegeben, die Erstveröffentlichungen moderner Künstler, welche entweder in der Steiermark geboren oder tätig waren, publizierte. Die Zeitschrift blieb ohne Folge und erschien nur einmal. Die Kunstzeitschrift beinhaltete mehrere Erstdrucke von Paul Schad-Rossa, neben der zweifarbigen Umschlagzeichnung eine dreifarbige Lithographie für Buchschmuck (Du Blume im Thau), eine geschabte, dreifarbige Lithographie (Weihnacht, Motiv bei Graz) sowie eine vierfarbige Lithographie (Heimat, Motiv aus Steiermark).

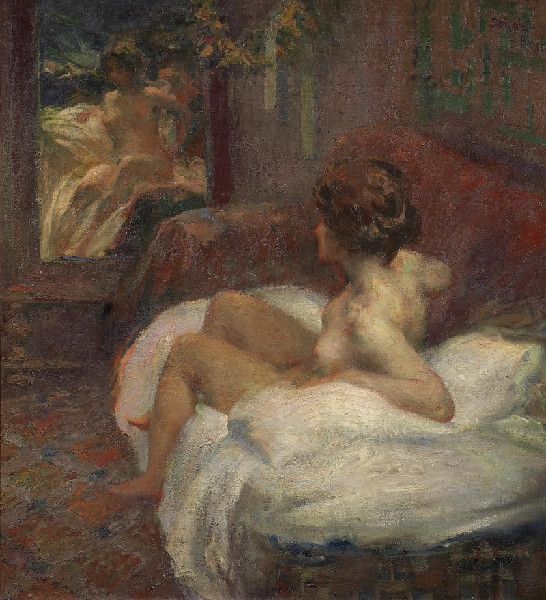
Akt im Salon, um 1908, Öl auf Leinwand, 148 × 163 cm, Privatbesitz

Im September 1901 entwarf Paul Schad-Rossa Statuten für den Grazer Künstlerbund, Am 13. Oktober 1901 wurde er auf der constituirenden Versammlung zum Obmann des Grazer Künstlerbundes gewählt. Unter Schad-Rossas Leitung kam es noch im selben Monat zur ersten Ausstellung mit Arbeiten von acht in Graz ansässigen Mitgliedern (Georg Brucks, Béla Conrad, Franz Mikschowsky, Ludwig Presuhn, Schad, Konrad von Supanchich, Margarete Supprian), zwei korrespondierenden Mitgliedern (Engelmann aus Berlin, und Meyer aus Hannover) sowie von zahlreichen Schülern Schads. Der Grazer Künstlerbund von Paul Schad-Rossa löste sich am 5. Dezember 1903 auf die schriftliche Bitte des stellvertretenden Obmanns Georg Winkler auf. Obwohl sein Wirken im Rahmen des Grazer Künstlerbundes zeitlich sehr begrenzt war, prägte er vor allem als Lehrer die Grazer Kunstszene um 1900. Neben Alfred Schrötter von Kristelli ist Paul Schad-Rossa als ein Protagonist der ersten Moderne Bewegung der sogenannten Grazer Zeitkunst um 1900 zu nennen.
Der Steiermärkische Kunstverein mit seinem Sinn für die Moderne löste sich 1906 wieder auf, weil Tradition und Bodenständigkeit das Terrain wieder zurückeroberten. Schad-Rossa verließ Graz Anfang März 1904. Sein neuer Wirkungsort bis zu seinem Lebensende im November 1916 wurde Berlin (Werkstattbau in der Hubertusstraße; 1907 in Berlin-Steglitz, Düntherstrasse). Von da aus unternahm er Reisen nach Italien (1909), Spanien und Portugal (1911) und in die bayerischen Berge (1912).
Auf der Großen Berliner Kunstausstellung 1914 (1. bis 30. Mai 1914) erhielt Schad-Rossa einen eigenen Saal, in dem er 23 Gemälde präsentieren konnte. Die Motive fand er überwiegend am Wannsee, der ihn immer wieder zu neuen Arbeiten inspirierte. Auch auf Münchner Expositionen wurden seine Bilder gezeigt. Einige Gemälde kamen ins Städtische Museum Halle (z. B. Die Verfluchten) und ins Rudolfinum Klagenfurt (z. B. Das Dörfchen).

## Forschungsstand und Projekte
Paul Schad-Rossa und sein Werk rücken wieder verstärkt ins kunstwissenschaftliche und öffentliche Blickfeld.
Das Forschungsprojekt zur Grazer Zeitkunst am Institut für Kunstgeschichte an der Karl-Franzens-Universität widmete sich 2007 bis 2011 verstärkt der regionalen Kunst in Graz um 1900 und entdeckte den in Vergessenheit geratenen Künstler Paul Schad-Rossa und mit ihm die gesamte Bewegung der Moderne um 1900 in Graz wieder. Diese wird als Grazer Zeitkunst bezeichnet und bestätigt, dass Graz schon um 1900 eine rege, avantgardistische Kunstszene besaß.
Aus der Zusammenarbeit der Karl-Franzens-Universität mit dem Universalmuseum Joanneum ging die Ausstellung „Aufbruch in die Moderne? Paul Schad-Rossa und die Kunst in Graz“ 2014 hervor.
Die Stadt Engen widmete sich in einem mehrjährigen Forschungsprojekt mit der anschließenden Sonderausstellung Paul Schad-Rossa (1862 – 1916). Die Wiederentdeckung eines Symbolisten im Städtischen Museum Engen + Galerie (11. März bis 6. Juli 2014) dem Künstler. Es wurden über 200 noch nie veröffentlichte Arbeiten des Künstlers – Lithographien, Ölskizzen, Gemälde und Zeichnungen – von über 20 Leihgebern aus Deutschland und Österreich gezeigt. Der umfangreiche Ausstellungskatalog erweist sich als eine bislang fehlende Grundlagenarbeit über Leben und Werk des Künstlers Paul Schad-Rossa, „der als Neoromantiker und Symbolist buchstäblich zwischen den Stühlen der Tradition und der Moderne saß, […] dabei aber in einer Zeit tiefgreifender sozialer und geistiger Umbrüche ein außergewöhnlich ausdrucksintensives und facettenreiches Unternehmen zur tiefendimensionalen Erforschung der menschlichen Psyche wagte.“
Im Herbst 2014 eröffnet in Graz in der Neuen Galerie Graz am Universalmuseum Joanneum die Ausstellung „Aufbruch in die Moderne? Paul Schad-Rossa und die Kunst in Graz“ (7. November 2014 bis 22. Jänner 2015). Die Ausstellung gibt einen Überblick über das kürzlich wiederentdeckte Gesamtwerk Schad-Rossas und konfrontiert es mit Arbeiten steirischer Künstler in den Medien der Malerei, Skulptur, Grafik, Fotografie und Plakatkunst aus der Zeit um 1900 bis in die 1920er-Jahre – darunter ebenfalls viele neu entdeckte Werke. Sie zeigt auf, wie lange Symbolismus und Jugendstil hier abseits der Metropole weiterlebten und stellt die Frage, inwieweit die Neuerungen von damals einen Aufbruch in die Moderne bedeuteten. Gezeigt werden auch Werke aus der Schau in Engen.

## Kunstmarkt

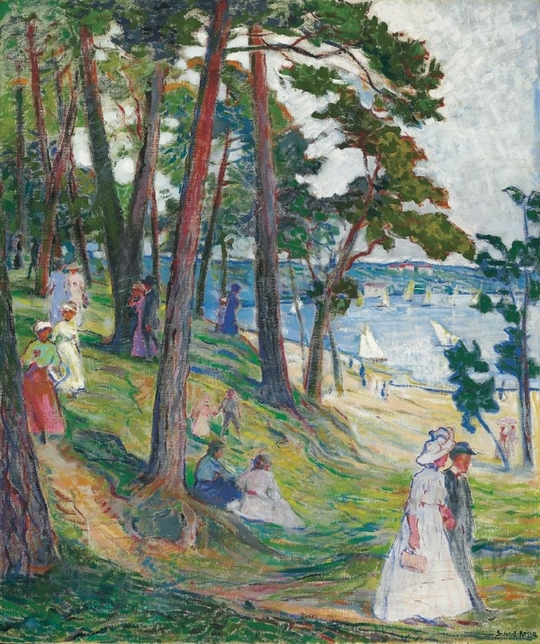
Wannseeufer, um 1912, Öl auf Leinwand, 157 × 132 cm, Privatbesitz

Gegenwärtig sind Bilder – auch Skizzen – von Paul Schad-Rossa auf dem internationalen Kunstmarkt vertreten und werden zum Teil mit fünfstelligen Summen gehandelt.

## Einzelwerke
Abbildungen einzelner Werke von Paul Schad-Rossa sind als Objekte des Kunsthandels im Web über Suchmaschinen zu finden. Nachfolgend eine Auswahl:
- Aktzeichnungen, o. J., Kreide auf Büttenpapier, je 54,4 × 35 cm.
- In die Ewigkeit hinein bzw. Frauen in Landschaft, o. J. (Frühwerk), Öl auf Leinwand, 93 × 120 cm.
- Akt im Salon, o. J. (Frühwerk), Öl auf Leinwand, 121 × 112 cm.
- Fronleichnamsprozession, o. J. (Frühwerk), Öl auf Leinwand, 100 × 128 cm.
- Tanzszene, um 1900, Kohlezeichnung auf Papier, 24 × 31,5 cm.
- Liegende Kuh am Teich, um 1900, Kohlezeichnung auf Büttenpapier, 33 × 38,5 cm.
- Paradiesgefilde, um 1900, Öl auf Leinwand (Primamalerei), 63,3 × 87,5 cm.
- Adam und Eva, um 1910, Öl auf Holz, 70 × 48 cm.
- Badende am See, um 1910, Aquarell und Pastell auf Karton, 47,5 × 69,5 cm.
- Landschaft mit See, um 1910, Aquarell und Pastell auf Büttenpapier, 50 × 60,8 cm.
- Landschaft in Pommera, um 1914, Öl auf Leinwand, 69 × 101 cm.
- Wannseeufer, 1914, Öl auf Leinwand, 156,7 × 131,8 cm.
- Zwei tanzende Mädchen am Meer, 1915, Öl auf Leinwand.

## Ausstellungen
- 2014: Paul Schad-Rossa (1862-1916): Die Wiederentdeckung eines Symbolisten., Städtisches Museum Engen + Galerie, Engen.[19]
- 2014–2015: „Aufbruch in die Moderne? Paul Schad-Rossa und die Kunst in Graz“, Neue Galerie, Universalmuseum Joanneum Graz ( (Seite nicht mehr abrufbar, festgestellt im April 2024. Suche in Webarchiven) museum-joanneum.at).